# Wissem Ben Yahia
Wissem Ben Yahia (sinh ngày 9 tháng 9 năm 1984) là một cầu thủ bóng đá người Tunisia thi đấu ở vị trí tiền vệ cho Gaziantep Büyükşehir Belediyespor và Đội tuyển bóng đá quốc gia Tunisia.
Anh là một phần của đội tuyển Olympic Tunisia 2004 loại từ vòng một khi đứng thứ 3 Bảng C, đứng sau đội giành huy chương vàng Argentina và á quân Úc. Anh cũng xuất hiện trong nhiều trận giao hữu với Đội tuyển bóng đá quốc gia Tunisia.
Vào tháng 7 năm 2011, anh ký hợp đồng 3 năm với đội bóng Süper Lig Mersin İdmanyurdu, và vào tháng 7 năm 2014, anh ký bản hợp đồng 2 năm cùng với đội bóng tại TFF First League Gaziantep Büyükşehir Belediyespor.

## Sự nghiệp quốc tế

### Bàn thắng quốc tế
Tỉ số và kết quả liệt kê bàn thắng của Tunisia trước.
| #  | Ngày                | Địa điểm                                        | Đối thủ    | Tỉ số | Kết quả | Giải đấu                                     |
| -- | ------------------- | ----------------------------------------------- | ---------- | ----- | ------- | -------------------------------------------- |
| 1. | 6 tháng 6 năm 2009  | Sân vận động Olympique de Radès, Radès, Tunisia | Mozambique | 1–0   | 2–0     | Vòng loại giải vô địch bóng đá thế giới 2010 |
| 2. | 20 tháng 6 năm 2010 | Sân vận động Khartoum, Khartoum, Sudan          | Sudan      | 1–0   | 6–2     | Giao hữu                                     |
| 3. | 29 tháng 2 năm 2012 | Sân vận động El Menzah, Tunis, Tunisia          | Perú       | 1–0   | 1–1     | Giao hữu                                     |